# Гнип, Симон
Симон Гнип (нем. Simon Gnyp; 10 сентября 2001) — немецкий хоккеист, защитник клуба  «Ингольштадт».

## Карьера
Воспитанник клуба «Бургкирхен». С 2014 по 2016 года выступал за юниорскую команду «Ландсхута».
6 декабря 2018 года в результате травмы основного игрока, дебютировал в чемпионате Германии в составе «Кёльнер Хайе», где его команда сыграла с клубом «Швеннингер Уайлд Уингз». 4 февраля 2019 года подписал трёхлетний контракт с этим клубом. В 2019 году был отдан в аренду в клуб «Бад-Наухайм».
19 апреля 2021 года подписал однолетний контракт с клубом «Ингольштадт».
Выступал за молодёжную и юниорскую сборную Германию.